# Сиваки
Сиваки́ — посёлок городского типа в Магдагачинском районе Амурской области России.

## География
Расположен в 130 км к юго-востоку от райцентра, пгт Магдагачи, и в 360 км от Благовещенска. Станция Сиваки Забайкальской железной дороги.

## История
Населённый пункт основан в 1906 году при строительстве железнодорожной станции на Транссибирской магистрали.
Статус посёлка городского типа — с 28 декабря 1938 года.

## Население
| 1939  | 1959  | 1970  | 1979  | 1989  | 2002  | 2009  |
| ----- | ----- | ----- | ----- | ----- | ----- | ----- |
| 8155  | ↘6158 | ↘4943 | ↘4044 | ↘3721 | ↘2578 | ↘2048 |
| 2010  | 2011  | 2012  | 2013  | 2014  | 2015  | 2016  |
| ↗2056 | ↘2041 | ↘1986 | ↘1937 | ↘1861 | ↘1790 | ↘1767 |
| 2017  | 2018  | 2020  | 2021  | 2023  |       |       |
| ↘1735 | ↘1681 | ↘1568 | ↘1322 | ↘1236 |       |       |

## Инфраструктура
Средняя общеобразовательная школа, детская школа искусств, участковая больница.